# Centaurea endressii
Centaurea endressii là một loài thực vật có hoa trong họ Cúc. Loài này được Hochst. & Steud. ex Lamotte mô tả khoa học đầu tiên.